# Mbadani
Mbadani est une commune de l'union des Comores située dans l'île de la Grande Comore, dans la préfecture d'Itsandra-Hamanvou. 

## Commune Mbadani
- Batsa
- Vanamboini
- Vanadjou
- Mhandani
- Dzahadjou
- Vounambadani